# فريق الرياضيين الأولمبيين اللاجئين في الألعاب الأولمبية الصيفية 2016

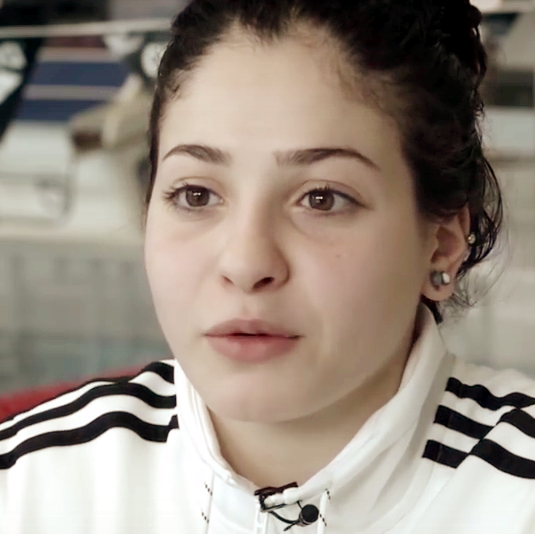

شارك فريق من الرياضيين اللاجئين في الألعاب الأولمبية الصيفية 2016 في ريو دي جانيرو في البرازيل والتي أقيمت في الفترة بين 5 و21 أغسطس 2016 تحت العلم الأولمبي. حيث اختارت اللجنة الأولمبية الدولية ممثلة بالسيد توماس باخ في مارس 2016 مجموعة من الرياضيين ممن يعتبرون لاجئين للمشاركة في الأولمبياد. وقد حملت العداءة روز لوكونيين العلم الأولمبي في حفل افتتاح الألعاب الأولمبية الصيفية 2016، بلغ عدد هؤلاء الرياضيين عشرة موزعين على ثلاث رياضات هي ألعاب القوى والسباحة والجودو.
في 3 حزيران (يونيو) 2016، أعلنت اللجنة الأولمبية الدولية فريقاً مكوناً من 10 لاعبين للمنافسة ضمن فريق اللاجئين في الأولمبياد.
| اللاعب          | البلد الأصلي                | بلد اللجوء | الرياضة                                       | المشاركة                                      |
| --------------- | --------------------------- | ---------- | --------------------------------------------- | --------------------------------------------- |
| جيمس تشينغجيك   | جنوب السودان                | كينيا      | ألعاب القوى في الألعاب الأولمبية الصيفية 2016 | 400 متر رجال                                  |
| ييتش بيل        | جنوب السودان                | كينيا      | ألعاب القوى في الألعاب الأولمبية الصيفية 2016 | 800 متر رجال                                  |
| باولو لوكورو    | جنوب السودان                | كينيا      | ألعاب القوى في الألعاب الأولمبية الصيفية 2016 | 1500 متر رجال                                 |
| يوناس كيند      | إثيوبيا                     | لوكسمبورغ  | ألعاب القوى في الألعاب الأولمبية الصيفية 2016 | ألعاب القوى في الألعاب الأولمبية الصيفية 2016 |
| بوبلي ميسنغا    | جمهورية الكونغو الديمقراطية | البرازيل   | الجودو في الألعاب الأولمبية الصيفية 2016      | جودو 90 كغم رجال                              |
| رامي أنيس       | سوريا                       | بلجيكا     | السباحة في الألعاب الأولمبية الصيفية 2016     | سباحة 100 متر فراشة رجال                      |
| روز لوكونين     | جنوب السودان                | كينيا      | ألعاب القوى في الألعاب الأولمبية الصيفية 2016 | ألعاب القوى في الألعاب الأولمبية الصيفية 2016 |
| أنجلينا لوهاليث | جنوب السودان                | كينيا      | ألعاب القوى في الألعاب الأولمبية الصيفية 2016 | ألعاب القوى في الألعاب الأولمبية الصيفية 2016 |
| يولاند مابيكا   | جمهورية الكونغو الديمقراطية | البرازيل   | الجودو في الألعاب الأولمبية الصيفية 2016      | جودو وزن 70 كغم للسيدات                       |
| يسرى مارديني    | سوريا                       | ألمانيا    | السباحة في الألعاب الأولمبية الصيفية 2016     | سباحة 100 متر حرة سيدات                       |